# Ein ganz normaler Hochzeitstag
Ein ganz normaler Hochzeitstag (Originaltitel Scenes from a Mall) ist eine US-amerikanische Filmkomödie aus dem Jahr 1991 und eine Hommage an Ingmar Bergmans Szenen einer Ehe.

## Handlung
Nick und Deborah wollen eigentlich ihren 16. Hochzeitstag feiern. Bei einem gemeinsamen Einkaufsbummel entschließt sich Nick jedoch, seiner Frau, die eben ein Buch veröffentlicht hat, in dem es über die Theorien einer harmonischen Ehe geht, eine Affäre zu gestehen. 
Deborah reagiert zunächst empört und verletzt. Sie lässt Nick im Einkaufszentrum stehen, sagt die Feier ab und irrt unglücklich durch die Gänge. Nick hat währenddessen Zeit, sich darüber klar zu werden, was für eine tolle Frau Deborah ist, und bereut sein Geständnis sehr bald. 
Doch 16 Ehejahre sind nicht so schnell vergessen, und so finden die beiden nach einigen Minuten der Verzweiflung wieder zusammen. Verliebt wie am ersten Tag scheint alles wieder beim Alten zu sein.
Doch nachdem die Stimmung zwischen beiden wieder romantischer ist, kommt auch sie mit einer schlimmen Nachricht für Nick: auch sie hatte eine Affäre mit einem sehr angesehenen Psychologen. Nun ist Nick derjenige, der Deborah stehen lässt. Die gemeinsamen Habseligkeiten werden in Gedanken geteilt, das Vermögen wird gerecht vergeben, die Hochzeitsfeier wird abgesagt und die Ehe scheint endgültig zerbrochen.

## Kritiken
- film-dienst 7/1991: Eine schlicht entwickelte Ehe-Komödie, die weniger auf ihre Geschichte als auf eine Aneinanderreihung kaum zündender Gags setzt und der auch die hochkarätigen Darsteller keinen sonderlichen Reiz verleihen können.
- epd Film 4/1991: Die innere Dramaturgie des Geschehens schafft keine ersichtliche Struktur, so muß ein überaus peinlicher Pantomime am Ende jeder Einzelepisode Grimassen schneiden, um zum nächsten inhaltlichen Einfall überzuleiten. Je weiter der Film fortschreitet, desto bemühter werden die Einfälle der Inszenierung.